# رشا الجمال
رشا الجمال مذيعة مصرية تنتمي لعائلة إعلامية كبيرة فوالدتها هي سامية الإتربي وخالتها هي سهير الإتربي.

## أعمالها
- مساءك سكر زيادة
- نص ساعة
- قوم يا مصري
- حكاوي القهاوي ٢٠٢٢

## وصلات خارجية
- رشا الجمال في «نص ساعة» علي ontv ، الوفد في 13 سيبتمبر 2011
- حلقات برنامج قوم يا مصري على اليوتيوب